# غريغوري دبليو. هنري
غريغوري دبليو. هنري (بالإنجليزية: Gregory W. Henry)‏ هو عالم فلك أمريكي، ولد في القرن العشرين.